# Pila Weston

Schema di funzionamento di una pila Weston

La pila Weston è una pila a umido, deve il suo nome al chimico inglese Edward Weston che la creò nel 1893. È una nota pila di riferimento, utilizzata in laboratorio per la calibrazioni di strumenti di misura quali i voltmetri ed è stata utilizzata come standard internazionale di differenza di potenziale (detta anche forza elettromotrice) dal 1911 al 1990. Da allora è bandita a causa del suo elevato contenuto di mercurio e cadmio, entrambi tossici.

## Reazioni chimiche
L'anodo è costituito da un amalgama Cd/Hg al 12,5% in Cd, mentre il catodo è formato da una pasta di solfato mercuroso (Hg2SO4) depositata su mercurio metallico. L'elettrolita è comune alle due celle ed è rappresentato, nella versione originaria ideata da Weston, da una soluzione satura di solfato di cadmio CdSO4; nelle versioni più moderne si utilizza invece una soluzione a concentrazione nota e inferiore a quella di saturazione, onde avere una minore variabilità del potenziale erogato in funzione della temperatura.
- Semireazione di ossidazione all'anodo:

Cdamalg. → Cd2+ + 2 e−
Eº = −0,403 V
- Semireazione di riduzione al catodo:

Hg2SO4 + 2 e− → 2 Hg + SO42- 
Eº = + 0,788 V
Il potenziale di riduzione della prima semireazione (E) equivale a quello standard (Eº) in quanto la concentrazione molare di Cd2+ è circa 1 M (E = Eº = −0,403 V). Il potenziale di riduzione della seconda semireazione deve essere invece corretto secondo l'equazione di Nernst in quanto il solfato mercuroso è un sale insolubile con prodotto di solubilità di 6,0×10−7 che comporta una concentrazione molare dello ione Hg2+2 di circa 6,0×10−7 M. Tale correzione porta ad un potenziale di riduzione non standard (E) di +0,604 V. La forza elettromotrice della pila originaria (∆E) vale quindi 1,017 V a 20 °C.

## Utilizzo

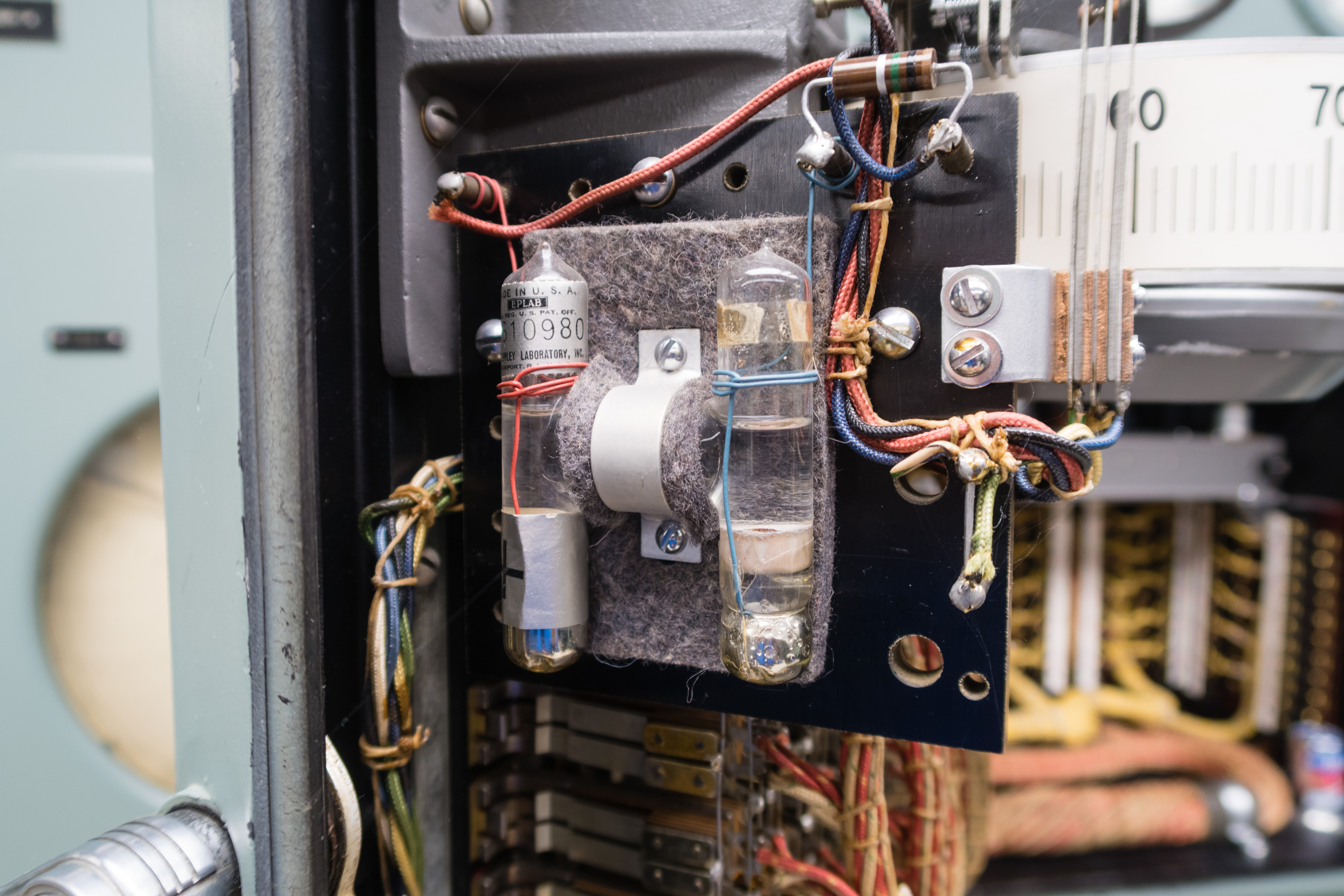
Pila Weston

Poiché la pila Weston può stararsi o addirittura danneggiarsi in modo permanente se costretta ad erogare corrente, viene solitamente impiegata nei metodi di misura a ponte (o metodi di zero); tali metodi consistono nel raffrontare la tensione campione della pila Weston con una tensione incognita attraverso un semplice circuito nel quale, manovrando delle resistenze campione, è possibile azzerare la corrente su un galvanometro.
È in grado di erogare una forza elettromotrice costante nel tempo e che presenta piccolissima variazione in funzione della temperatura, conferendo un'elevata riproducibilità della misura.